# Danmarks monarki
Danmark är en konstitutionell monarki där landets statschef är kung eller regerande drottning som tillsätts efter en av Folketinget (Danmarks lagstiftande församling) i lag fastställd tronföljd.
Danmark har varit en monarki så långt tillbaka i tiden som det finns skriftliga källor över landets historia. Mellan 1660 och 1848 rådde envälde. Huset Oldenburg har regerat Danmark sedan 1448 och sidogrenen Schleswig-Holstein-Sonderburg-Glücksburg tillträdde tronen med Kristian IX 1863.
Frederik X av Danmark är Danmarks kung sedan den 14 januari 2024. Hans äldste son, kronprins Christian (född 2005) är landets tronföljare.

## Bakgrund
Den danska monarkin är bland de äldsta kontinuerliga i världen och kan med säkerhet dateras till Gorm den gamle (död kring år 958). Det danska kungariket var från början ett valkungadöme; men i praktiken var valet oftast begränsat till den regerande monarkens äldste son. I gengäld måste kungen underteckna en handfästning, som reglerade maktförhållandet mellan denne och undersåtarna. 
De äldre grenarna av den danska kungasläkten utdog 1448 med Kristofer av Bayern. Efterträdare blev greven av Oldenburg som Kristian I och denne blev stamfar för den huvudlinje som satt utan avbrott på Danmarks tron fram till 1863, då den siste i huvudlinjen avled.
Vid införande av enväldet vid nyåret 1660/61, efter den misslyckade svenska belägringen av Köpenhamn, infördes en regelrätt arvsmonarki. Arvföljden gick efter principen om primogenitur med möjlighet för kvinnlig arvsrätt i andra hand, blev fastställt i 1665 års Kongelov, som även reglerade kungahusets inre angelägenheter. De senare delarna av Kongeloven kvarstod också efter 5 juni 1849, då enväldet upphörde och en konstitutionell monarki infördes.
Huvudlinjens siste kung, Fredrik VII, dog 1863 utan barn. Tronen gick enligt 1853 års Arvefølgelov till prins Christian av Glücksborg, en ättling på svärdslinjen till Kristian III och vars hustru var betydligt närmare släkt med huvudlinjen (systerdotter till Kristian VIII). Denne blev som Kristian IX stamfar till den nuvarande kungaätten på Danmarks tron.

## Ämbetsuppgifter
Den danska monarken är enligt Danmarks rikes grundlag innehavaren av den högsta verkställande makten, liksom av den lagstiftande makten tillsammans med Folketinget, men kungamakten kan enligt grundlagen enbart utövas genom ministrarna. Monarken är den som utser och entledigar landets statsminister, som är den ledamot av Folketinget som är ledare för det största partiet eller den största koalitionen av partier, enligt parlamentarismens grundprincip.
Monarkens underskrift tillsammans med ansvarig ministers namnteckning krävs för att lagar, förordningar och andra rättsakter ska äga giltighet. Åtta gånger om året sammanträder monarken, tronföljaren och regeringen i statsrådet där statshandlingar officiellt undertecknas.
Monarken är värd för inkommande utländska statsbesök och reser på statsbesök i utlandet samt ackrediterar utländska ambassadörer i Danmark samt utfärdar danska ambassadörers kreditivbrev.
Monarken är herre och stormästare för landets statsordnar – Elefantorden och Dannebrogorden. Därtill kvartstår alltjämt rätten att adla, även om den sällan används (enbart två gånger under Margrethe II:s tid på tronen). Monarken måste enligt grundlagen vara medlem av Danska folkkyrkan som är den evangelisk-lutherska statskyrkan.

## Representationslokaler och residens
Representation och residens

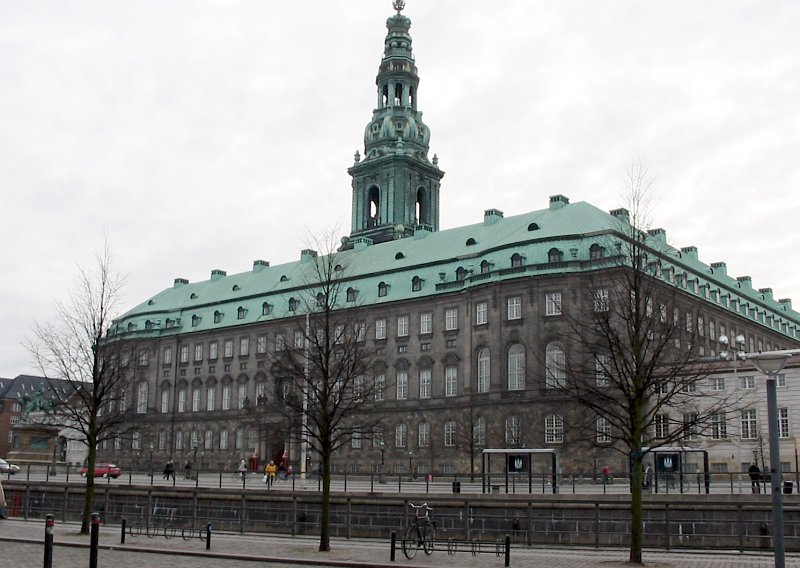
Christiansborgs slott
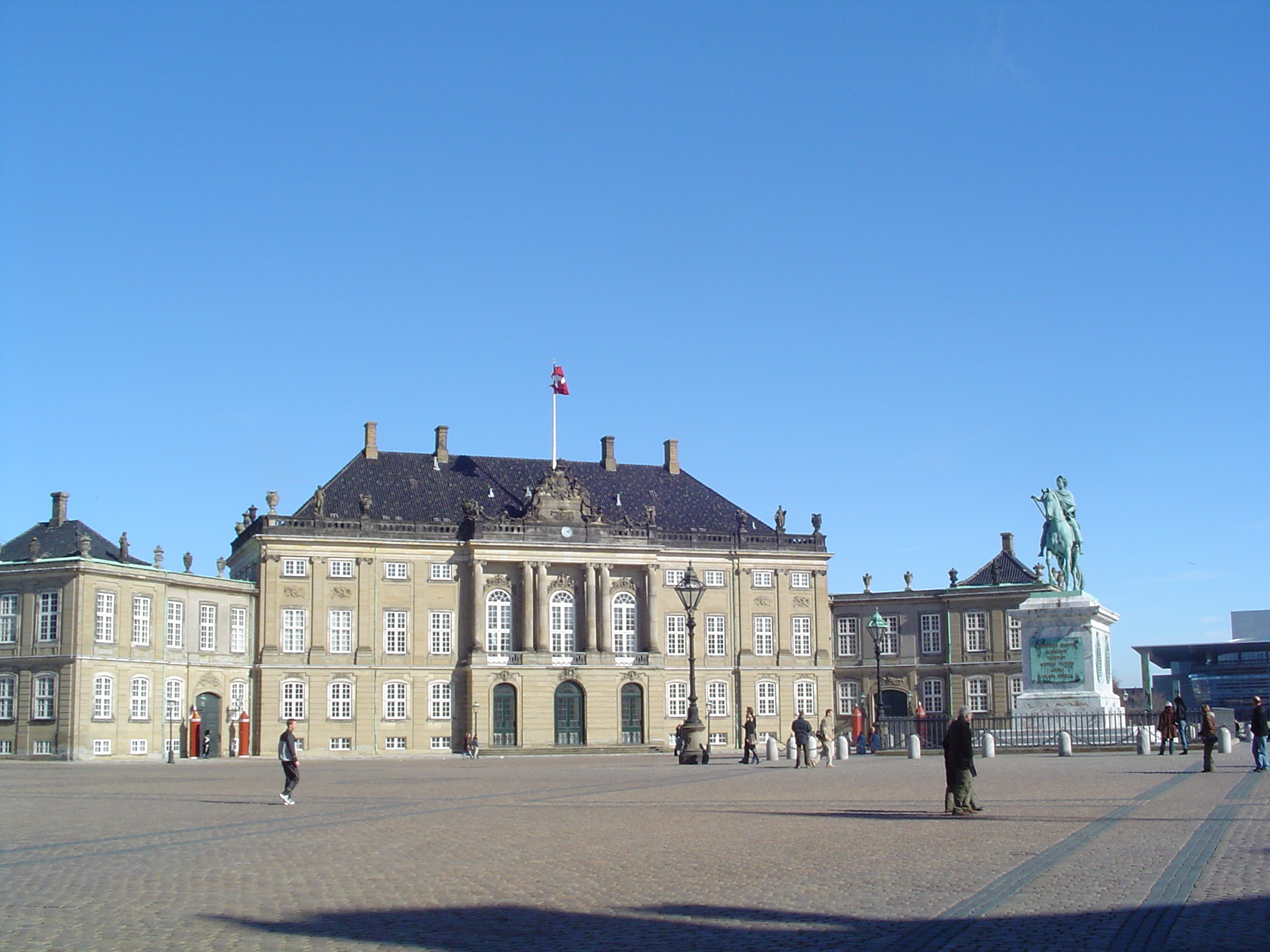
Amalienborg
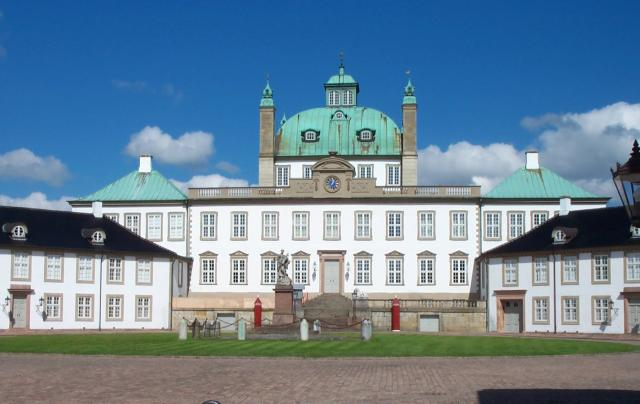
Fredensborgs slott
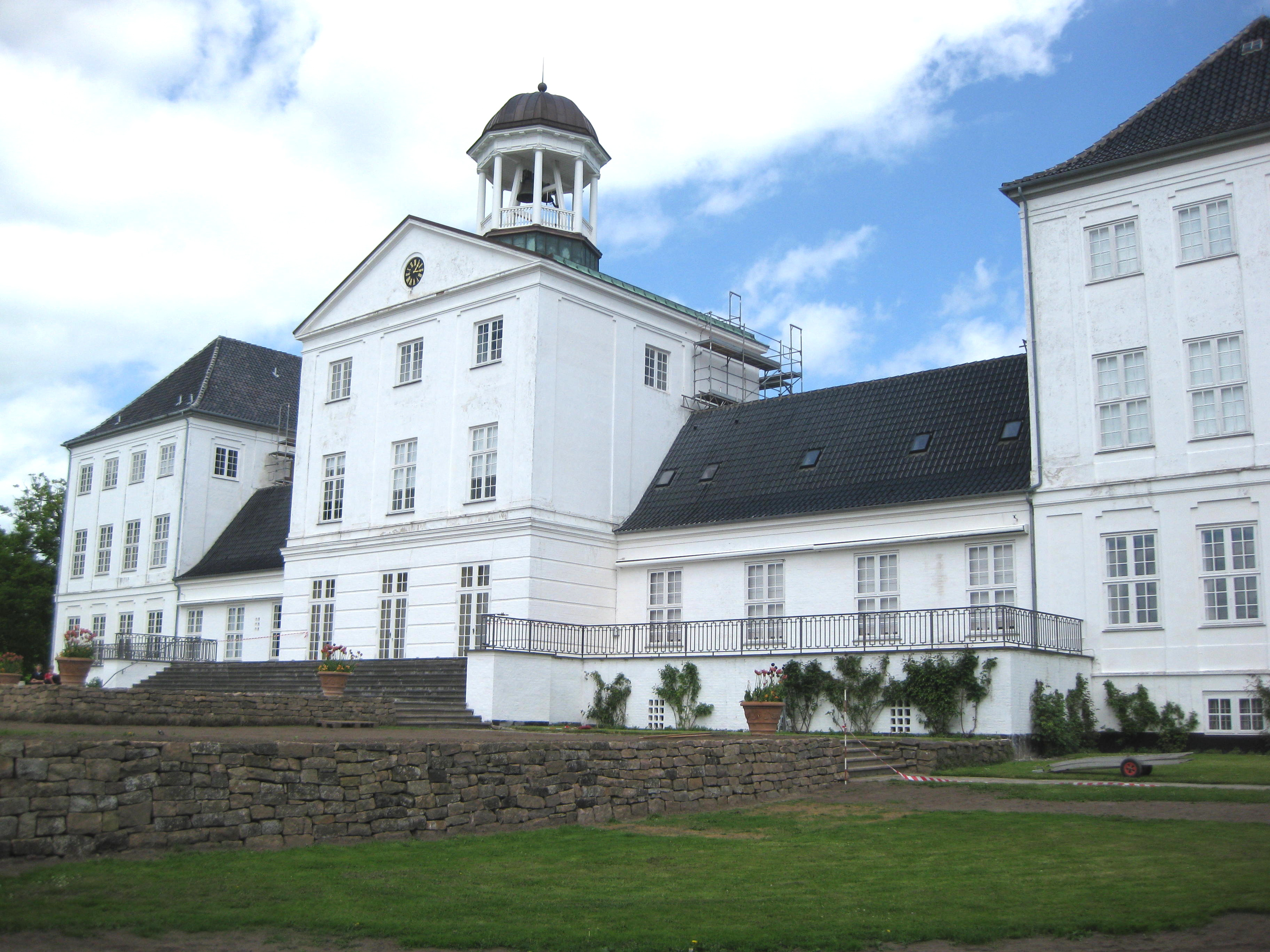
Gråstens slott
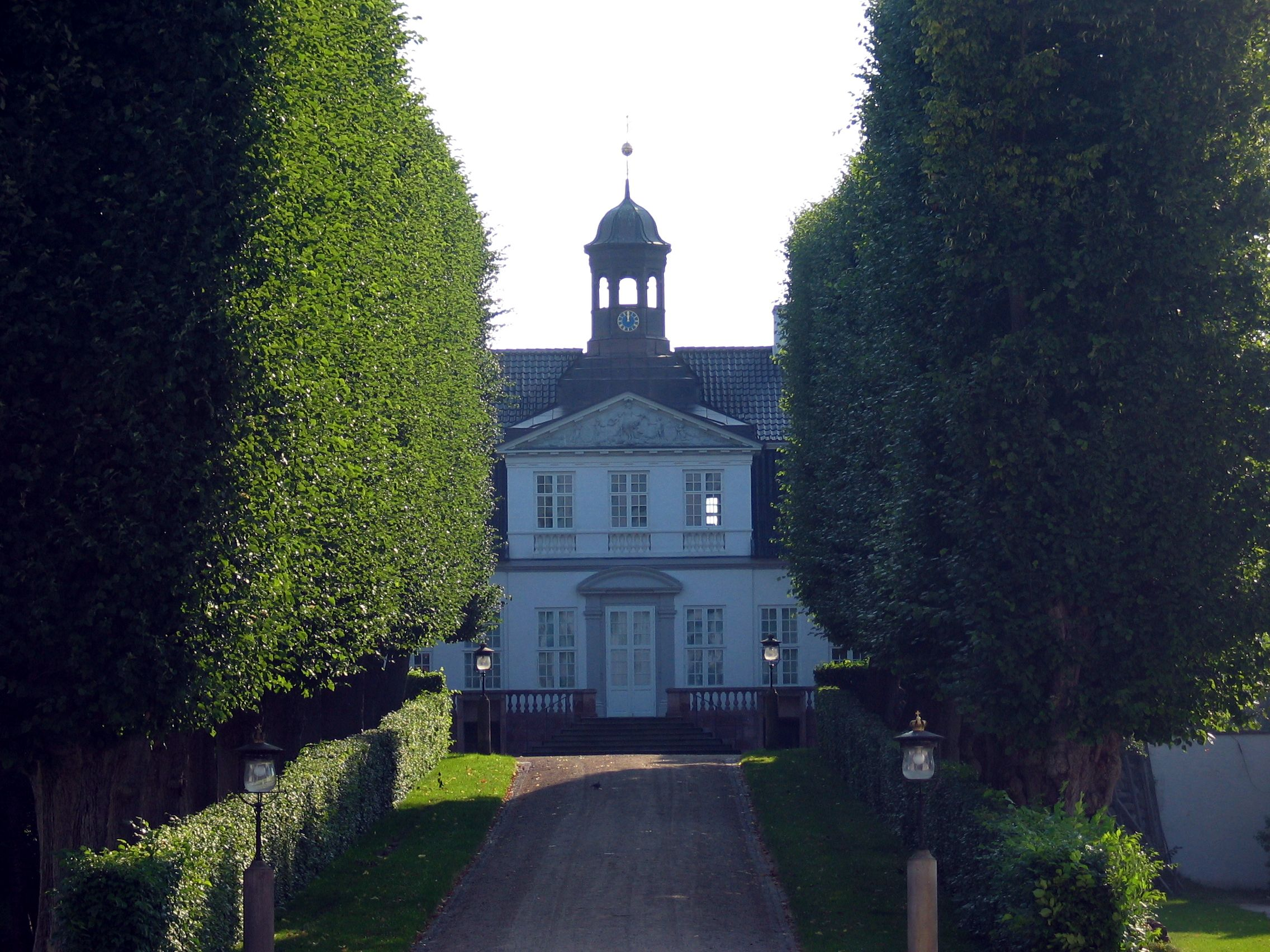
Sorgenfri slott
Kungaskeppet Dannebrog

## Lista över Danmarks monarker

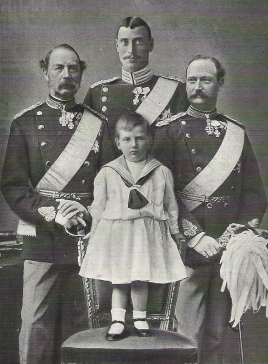
Foto från 1903 med fyra generationer danska kungar: Kristian IX (vänster), Fredrik VIII (höger), Kristian X (bak) & Fredrik IX (fram).

Se Lista över Danmarks regenter

## Tronföljd
Tronföljdslagen från 1953 (Tronfølgeloven) begränsar arvsrätten till Danmarks tron till Kristian X:s legitima ättlingar. Innan 1953 års lag antogs gällde agnatisk primogenitur, d.v.s. att enbart män kunde ärva tronen. Om ändringen 1953 inte hade genomförts hade Fredrik IX, som saknade en son, inte efterträtts av sin äldsta dotter Margrethe utan av sin bror Prins Knud. Man ändrade sålunda till agnatisk-kognatisk primogenitur, likt vad som gällt länge i Storbritannien.
Sedan 2009 har Danmark kognatisk primogenitur, likt vad som gällt i Sverige sedan 1980, d.v.s. att det äldsta barnet ärver tronen oavsett kön.